# Шейн-Майдан
Шейн-Мада́н (рос. Шейн-Майдан, ерз. Шейн-Майдан) — село у складі Атяшевського району Мордовії, Росія. Входить до складу Атяшевського міського поселення.

## Населення
Населення — 242 особи (2010; 282 у 2002).
Національний склад (станом на 2002 рік):
- росіяни — 84 %